# 默勒加讷姆
默勒加讷姆是印度泰米尔纳德邦维卢布勒姆的一个城镇。总人口19153（2001年）。

## 人口
该地2001年总人口19153人，其中男性9514人，女性9639人；0—6岁人口2399人，其中男1187人，女1212人；识字率60.90%，其中男性为70.38%，女性为51.54%。